# Dobroslav
Dobroslav (în ucraineană Доброслав) este așezarea de tip urban de reședință a raionului Odesa din regiunea Odesa, Ucraina. În afara localității principale, mai cuprinde și satele Șevcenkove-Kut, Uleanivka, Vovkivske și Zorînove.

## Demografie
Componența lingvistică a așezării de tip urban Kominternivske
     Ucraineană (93,68%)
     Rusă (4,78%)
     Alte limbi (1,36%)
Conform recensământului din 2001, majoritatea populației așezării de tip urban Kominternivske era vorbitoare de ucraineană (93,68%), existând în minoritate și vorbitori de rusă (4,78%).